# Болотні ґрунти
Боло́тні ґрунти́ — азональні ґрунти з великою кількістю нерозкладених і напіврозкладених рослинних решток (торфу), які нагромаджуються в них під впливом тривалого надмірного зволоження. Болотний процес ґрунтотворення відбувається за умови перезволоження ґрунтів поверхневими та/або підґрунтовими водами, тобто заболочування. На їх розвиток впливають два процеси – торфоутворення й оглеєння.
На заплавах в Поліссі часто виділяються мінеральні болотні та лучно-болотні ґрунти. Їх називають алювіальними болотними та лучно-болотними, щоб виокремити екологію ґрунтоутворення. Мінеральні болотні ґрунти характеризуються гумусо-акумулятивним профілем з оглеєнням усіх генетичних горизонтів.
За ступенем розвитку процесів торфоутворення, що часто є характерним для них, болотні ґрунти поділяють на торфовища (шар торф'яного горизонту від 50 до понад 200  см), торфово-глейові або торф'яно-болотні (шар торф'яного горизонту до 50 см), торфувато-глейові (шар торф'яного горизонту до 30 см)  та мулувато-болотні (шар торф'яного горизонту до 10 см). Властивості торфу залежать від типу водного та мінерального живлення ґрунту. Заболочення поверхневими водами, як правило, призводить до формування верхових сфагнових боліт. Це дуже бідні оліготрофні болота з малою зольністю (до 5%) і з кислою реакцією (рН = 4,0-4,5). Низинні торфовища формуються при заболочуванні підґрунтовими водами, які майже завжди засолені легкорозчинними солями. Тому торфовища низинного типу мають високу зольність і нейтральну або лужну реакцію.
В анаеробних умовах реакції відновлення нітратів, сульфатів, фосфатів тощо призводять до появи газів типу H2S, СН4, які є отруйними для мікроорганізмів. В анаеробних умовах також формуються сульфіди металів типу пірит, які підкислюють середовище за наявності кисню. В таких ґрунтах часто накопичуються різні сполуки заліза і марганцю у формі конкрецій, бобовин, плям, розводів або прошарків. 
Після осушення і проведення агромеліоративних заходів болотні ґрунти можуть перетворюватись у високопродуктивні сільськогосподарські угіддя. На них вирощують високі врожаї овочів, картоплі, багаторічних трав, конопель та інших культур. Поширені болотні ґрунти в північній частині Євразії. В Україні вони найбільш поширені в Поліссі України в низовинах і заплавах річок у Волинській, Рівненській, Житомирській, Київській та Чернігівській областях, значно менші території вони займають в Лісостепу і незначні в Степу. Загальна площа близько 1170 тис. га, в тому числі в с.-г. виробництві використовують 570,4 тис. га. 